# Falsotrachystola torquata
Falsotrachystola torquata är en skalbaggsart som beskrevs av Holzschuh 2007. Falsotrachystola torquata ingår i släktet Falsotrachystola och familjen långhorningar. Inga underarter finns listade i Catalogue of Life.